# Остербург (Альтмарк)
Остербург (нем. Osterburg) — город в Германии, в земле Саксония-Анхальт.
Входит в состав района Штендаль. Подчиняется управлению Остербург. Население составляет 11 016 человек (на 31 декабря 2010 года). Занимает площадь 39,97 км². Официальный код — 15 3 63 089.
Город подразделяется на 3 городских района.